# Synstrophus repandus
Synstrophus repandus är en skalbaggsart som först beskrevs av Horn 1888.  Synstrophus repandus ingår i släktet Synstrophus och familjen skinnsvampbaggar. Inga underarter finns listade i Catalogue of Life.